# 阿片類物質戒斷
阿片類物質戒斷（英語：opioid withdrawal）是一組症狀（症候群），發生的原因是個人有大量和長久的阿片类物质使用史，因為突然停止或是減少使用後而發生的症狀。戒斷的醫學徵象包括有對藥物渴望、焦慮、不寧腿綜合症、噁心、嘔吐、腹瀉、出汗以及心跳過速。使用阿片類物質會觸發細胞信號通路快速適應，這表示當戒斷症狀迅速發作時，會造成不利的生理影響。所有阿片類物質，包括娛樂性以及治療用藥物，當減少或是停止時，都會導致戒斷症狀發生。由使用娛樂性藥物導致的戒斷症狀，稱為阿片類物質使用疾患，而由處方阿片類物質所導致者，通常稱為“處方阿片類物質使用疾患”。這些戒斷症狀可透過阿片類物質替代療法（參見阿片類物質使用疾患#藥物治療）做治療，可用來緩解症狀的藥物有鹽酸洛非西定和可樂定等。

## 醫學徵象
所有阿片類物質的戒斷都會產生類似的醫學徵象。但嚴重程度和持續時間取決於所服用藥物的類型和劑量，以及使用的時間長度和頻率。
藥物戒斷的症狀會在減少或停止使用之後幾分鐘，或是幾天內出現。症狀有：煩躁、噁心或嘔吐、肌肉痛、流鼻水、打噴嚏、腹瀉、出汗和發燒。男性也可能會在清醒時發生自發性射精。

## 病理生理學
重複使用阿片類物質的個人會迅速產生藥物耐受性和身體依賴。這是由於人體阿片類物質受體受到長期刺激而引發受體脫敏（即受體因為內化作用，敏感性顯著降低）。耐受性導致阿片類物質敏感性降低，損害在大腦多個區域發揮作用的內源性鴉片樣物質分子的功效。鴉片樣物質會間接減少細胞環腺苷酸的產生。環腺苷酸不足的細胞會透過適應調節而增加環腺苷酸的產量。有耐受性的大腦，因為突然停用阿片類物質，加上內源性鴉片系統抑制信號的敏感性降低，會導致異常高水準的環腺苷酸產生，這可能是戒斷發生的原因。這種環腺苷酸變化可能也是周圍神經導致腸胃問題（如腹瀉，一種胃腸道生理的負面效果）的原因。
由於不同鴉片類鎮痛藥的親脂性和釋放方式不相同，戒斷症狀的嚴重程度和持續時間也會不同。
以下是對阿片類物質戒斷症狀持續時間的一般描述：
- 長期（超過6個月），加上高攝取量，與較嚴重的戒斷症狀相關。
- 短效或緩釋藥物會導致較快的發作和較短的戒斷症狀持續時間。
- 長效藥物會導致較慢的發作，但戒斷症狀持續時間較長。

## 診斷
對這類戒斷的診斷，需要知道個人最近攝取過或接觸過的阿片類物質，並於匹配的症狀做比較。症狀的嚴重程度可透過經驗證的戒斷量表（例如臨床阿片類物質戒斷量表(COWS)）做評估。

## 治療和管理
針對阿片類物質戒斷的治療，會根據診斷的症狀進行。對於出現急性症狀，但沒潛在阿片類物質使用疾患的人，可透過緩慢減少藥物使用，並針對特定症狀做管理。

### 急性戒斷

#### α2腎上腺素拮抗劑
發生阿片類物質戒斷時，一個主要特徵是藍斑核中去甲腎上腺素加劇釋放。可用α2腎上腺素刺激劑來控制這種急性戒斷症狀。鹽酸洛非西定和可樂定也用於此目的；兩者被認為同樣有效，但可樂定比鹽酸洛非西定有較多的副作用。 

### 阿片類物質使用疾患導致的戒斷
治療阿片類物質使用疾患患者的戒斷，也依賴對症管理，以及逐漸減量使用替代藥物（包括丁丙諾啡和美沙酮）。管理這種症候群的原則是讓血液中的藥物濃度降至接近於零，以及把身體依賴逆轉。最常用的策略是為使用者提供長效阿片類物質，並緩慢減少藥物劑量。最常用到的的替代藥物是美沙酮和丁丙諾啡。

丁丙諾菲貼片可把阿片類物質透過經皮輸藥路徑，提供長效給藥。

### 危險或無效的治療
阿片類物質替代治療的成本和費用會導致一些人去嘗試採用某些證據有限的治療方法。一些藥物使用者報告說使用高劑量的洛哌丁胺可緩解阿片類物質戒斷症狀。但文獻中報導，這樣的劑量與造成心臟損害的高風險有關聯。

## 新生兒阿片類物質戒斷
每年有數千名新生兒在產前發育過程中受到阿片類物質的影響。懷孕母親使用阿片類物質已成常見現象。這樣的行為會導致新生兒產生藥物依賴，而出現如阿片類物質戒斷的症狀，這些新生兒的症狀被歸類為新生兒阿片類物質戒斷症候群（也稱為新生兒戒斷症候群）。新生兒的中樞神經系統和自律神經系統均會受到影響。
常見的與中樞神經系統相關的症狀是高聲哭泣、睡眠減少、震顫、癲癇發作, 胃腸功能障礙、和嘔吐。常見的自主神經系統相關症狀有出汗、體溫過高、打哈欠和打噴嚏、呼吸速度加快、和鼻塞。

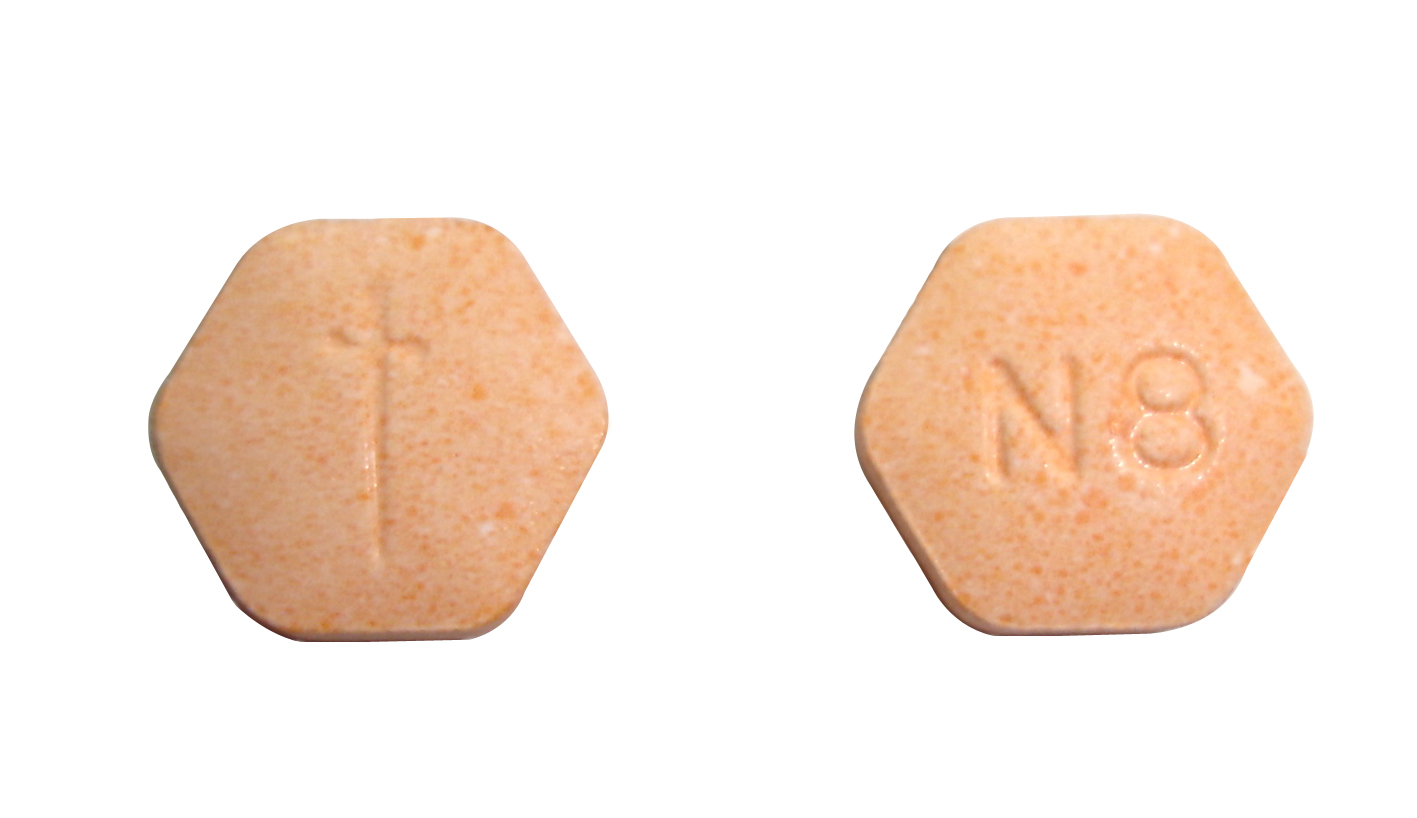
舒倍生藥片（Suboxone tablet）是丁丙諾啡/納洛酮複方藥物，透過口腔黏膜吸收路徑給藥，可產生快速的效果。